# 제75차 유엔 총회
제75차 유엔 총회는 2020년 9월 16일부터 2021년 9월 15일까지 진행된 유엔 총회 회기이다. 의장은 볼칸 보즈키르이 맡았다.

## 조직

### 의장
2020년 6월 17일, 튀르키예의 외교관이자 유럽 연합 장관을 역임하였던 볼칸 보즈크르가 유일 후보로서 압도적 다수로 유엔 총회 의장으로 선출되었다.
보즈크르는 비전 선언문에서 제75차 총회에 대한 우선순위를 밝혔다. 구체적으로 그는 규칙을 기반으로 한 국제 체제와 다자주의의 대체 불가능한 본질을 강조하였다. 또한 '우리가 원하는 미래, 우리에게 필요한 유엔, 다자주의에 대한 우리의 공동의 헌신 재확인'을 주제로 선정하였다. 그는 또한 유엔을 통해 난민, 이민자, 무국적자 등 취약계층들의 목소리를 내기로 약속하였다. 그는 2030 지속가능 개발 목표(SDG)와 관련하여 글로벌 파트너십을 강화하고, SDG의 의무를 충족하지 못하는 최빈개도국에 특별한 주의를 기울이겠다고 약속하였다. 마지막으로 사회 내에서의 여성 지위 강화와 유엔의 모든 수준에서의 성평등을 달성함으로써, 전 세계 여성의 생활 수준과 권리를 개선하겠다는 의지를 밝혔다.

### 부의장
총회는 다음 국가를 제75차 회기의 부의장으로 선출하였다.
안전 보장 이사회 5개 상임이사국:
- 중국
- 프랑스
- 러시아
- 영국
- 미국

그 외 국가:
- 아프가니스탄
- 알바니아
- 캄보디아
- 에스와티니
- 그레나다
- 요르단
- 페루
- 소말리아
- 토고
- 투르크메니스탄
- 레바논
- 리비아
- 말리
- 모로코
- 파키스탄
- 파라과이